# Neah Evans
Pour les articles homonymes, voir Evans.
Neah Evans née le 1er août 1990 à Aberdeen, est une coureuse cycliste britannique, spécialiste des épreuves d'endurance sur piste. Elle est notamment championne d'Europe de poursuite individuelle en 2020 et triple championne d'Europe de poursuite par équipes entre 2018 et 2020. En 2022, elle devient championne du monde de course aux points. L'année suivante, elle remporte le titre mondial de la course à l'américaine. Elle pratique également le cyclisme sur route.

## Biographie
Neah Evans a commencé sa carrière sportive en pratiquant le hill running (course en montagne). À deux reprises, elle devient championne britannique des moins de 23 ans avant que ses blessures ne la contraignent à changer de sport. Elle travaille comme chirurgienne vétérinaire avant de devenir une athlète à temps plein en 2017.
Depuis 2017, elle pratique le cyclisme sur piste et sur route en compétition. Elle est championne d'Écosse du contre-la-montre individuel sur 10 miles. Lors de la deuxième manche de la Coupe du monde sur piste 2017-2018 à Manchester, elle remporte l'or en poursuite par équipes avec Elinor Barker, Katie Archibald et Emily Nelson.
Aux Jeux du Commonwealth de 2018, elle remporte deux médailles : l'argent sur la course scratch et le bronze sur la course aux points. Aux championnats d'Europe, le quatuor britannique (Evans, Archibald, Barker et Laura Kenny) remporte le titre. Elle gagne également la poursuite par équipes de la manche de Londres de la Coupe du monde sur piste 2018-2019. Sur route, elle se classe troisième du championnat de Grande-Bretagne du contre-la-montre.

## Palmarès sur piste

### Jeux olympiques
- Tokyo 2020
  -  Médaillée d'argent de la poursuite par équipes
- Paris 2024
  -  Médaillée d'argent de la course à l'américaine

### Championnats du monde
| Édition / Épreuve              | Poursuite | Poursuite par équipes | Course aux points | Américaine              |
| Pruszków 2019                  |           |                       | 7e                | 4e                      |
| Berlin 2020                    |           | Argent                |                   | 6e                      |
| Roubaix 2021                   |           | Bronze                |                   | Bronze                  |
| Saint-Quentin-en-Yvelines 2022 |           | Argent                | Or                |                         |
| Glasgow 2023                   | 4e        |                       |                   | Or (avec Elinor Barker) |
| Ballerup 2024                  |           |                       |                   | Bronze                  |

### Coupe du monde
- 2017-2018
  - 1re de la poursuite par équipes à Manchester (avec Elinor Barker, Katie Archibald et Emily Nelson)
  - 3e de la poursuite par équipes à Pruszków
- 2018-2019
  - 1re de la poursuite par équipes à Londres (avec Katie Archibald, Eleanor Dickinson, Laura Kenny et Elinor Barker)
  - 2e de l'américaine à Saint-Quentin-en-Yvelines
  - 3e de l'omnium à Saint-Quentin-en-Yvelines
- 2019-2020
  - 1re de la poursuite par équipes à Glasgow (avec Katie Archibald, Eleanor Dickinson et Elinor Barker)
  - 1re de l'américaine à Milton (avec Laura Kenny)

### Coupe des nations
- 2022
  - 2e de la poursuite par équipes à Glasgow
- 2023
  - 1re de la poursuite par équipes à Milton (avec Katie Archibald, Josie Knight, Jessica Roberts et Megan Barker)
  - 2e de l'élimination à Jakarta
  - 2e de l'américaine à Milton
  - 3e de la poursuite par équipes à Jakarta
  - 3e de l'omnium à Jakarta
- 2024
  - 1re de l'américaine à Milton

### Ligue des champions
- 2023
  - 1re du scratch à Londres (II)
- 2024
  - 3e de l'élimination à Paris

### Jeux du Commonwealth
| Édition / Épreuve | Poursuite individuelle | Course aux points | Scratch |
| Gold Coast 2018   |                        | Bronze            | Argent  |
| Birmingham 2022   | Bronze                 | Argent            |         |

### Championnats d'Europe
| Édition / Épreuve   | Poursuite individuelle | Poursuite par équipes                           | Course aux points | Scratch | Élimination | Américaine                | Omnium |
| Glasgow 2018        |                        | Or (avec Archibald, Kenny, Barker et Dickinson) |                   |         |             |                           |        |
| Apeldoorn 2019      |                        | Or (avec Archibald, Kenny, Barker et Dickinson) | 9e                |         |             |                           |        |
| Plovdiv 2020        | Or                     | Or (avec Barker, Kenny, Archibald et Knight)    |                   | 4e      |             |                           |        |
| Granges 2021        |                        |                                                 |                   |         | Bronze      | Or (avec Katie Archibald) |        |
| Munich 2022         |                        | 4e                                              | 5e                |         |             |                           |        |
| Granges 2023        |                        | Or (avec Barker, Morris, Archibald et Knight)   | 7e                |         |             |                           |        |
| Apeldoorn 2024      |                        | Argent                                          |                   |         |             |                           | Argent |
| Heusden-Zolder 2025 |                        | Bronze                                          |                   |         |             |                           |        |

### Championnats nationaux
- 2016
  -  Championne de Grande-Bretagne de course derrière derny
- 2017
  - 2e du scratch
  - 3e du keirin
  - 3e de la poursuite individuelle
  - 3e de la poursuite par équipes
  - 3e de la course aux points
- 2019
  - 2e de la poursuite individuelle
- 2022
  -  Championne de Grande-Bretagne de poursuite
  -  Championne de Grande-Bretagne de course aux points
  -  Championne de Grande-Bretagne de course à l'américaine (avec Laura Kenny)
  - 2e de l'omnium
- 2023
  -  Championne de Grande-Bretagne de poursuite
  -  Championne de Grande-Bretagne de course aux points

## Palmarès sur route
- 2018
  - 3e du championnat de Grande-Bretagne du contre-la-montre
- 2022
  -  Médaillée d'argent de la course en ligne aux Jeux du Commonwealth